# 逡巡
逡巡（しゅんじゅん）は、10-14（100兆分の1）であることを示す漢字文化圏における数の単位である。模糊の1/10、須臾の10倍に当たる。国際単位系では0.01ピコまたは10フェムトに相当する。
朱世傑『算学啓蒙』（値が異なる）や程大位『算法統宗』に見えるが、現実には使われない。
なお、逡巡という言葉には、「ためらい」などの意味がある。